# St.-Stephani-Kirche (Helmstedt)

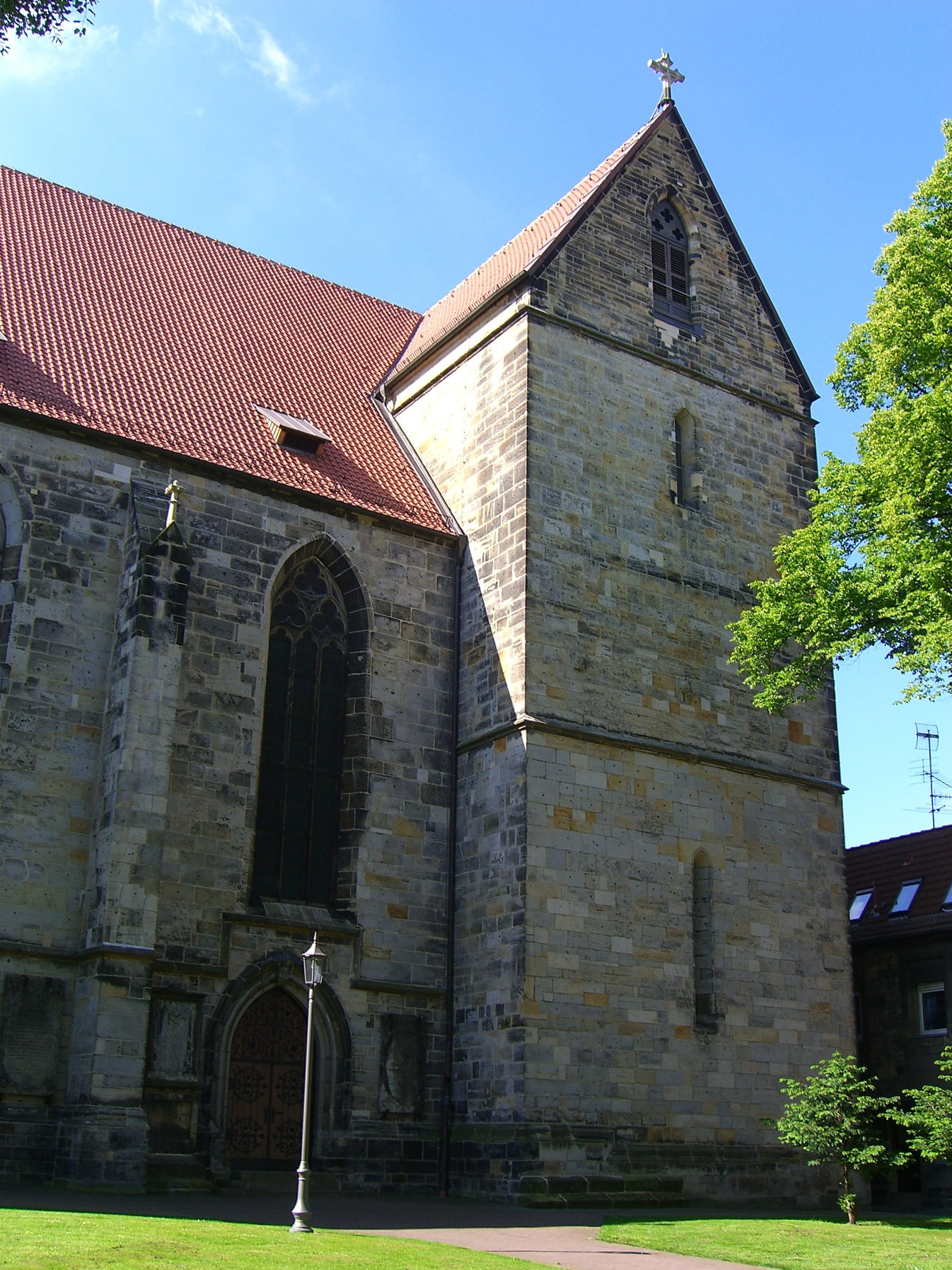
Nordseite der St.-Stephani-Kirche mit Westbau

Die Sankt-Stephani-Kirche in der niedersächsischen Kreisstadt Helmstedt ist eine dreischiffige gotische Hallenkirche, die als Nachfolgebau des an gleicher Stelle zerstörten romanischen Sakralbaus im Jahr 1300 dem Heiligen Stephanus geweiht wurde. Das auf dem höchsten Hügel der Stadt errichtete turmlose Gotteshaus war die erste Pfarrkirche Helmstedts und zwischen 1576 und 1703 auch Universitätskirche der ehemaligen Universität Helmstedt. Die heutige Gemeinde der Sankt-Stephani-Kirche gehört zur evangelisch-lutherischen Landeskirche in Braunschweig.

## Geschichte
Der romanische Vorgängerbau wurde zwischen 1125 und 1141 auf einem Hügel in Helmstedt errichtet. Diese Kirche wurde im Zuge der Zerstörung der Stadt Helmstedt zur Jahreswende 1199/1200 durch Truppen des magdeburgischen Erzbischofs Ludolf und des Königs Philipp von Schwaben niedergebrannt.

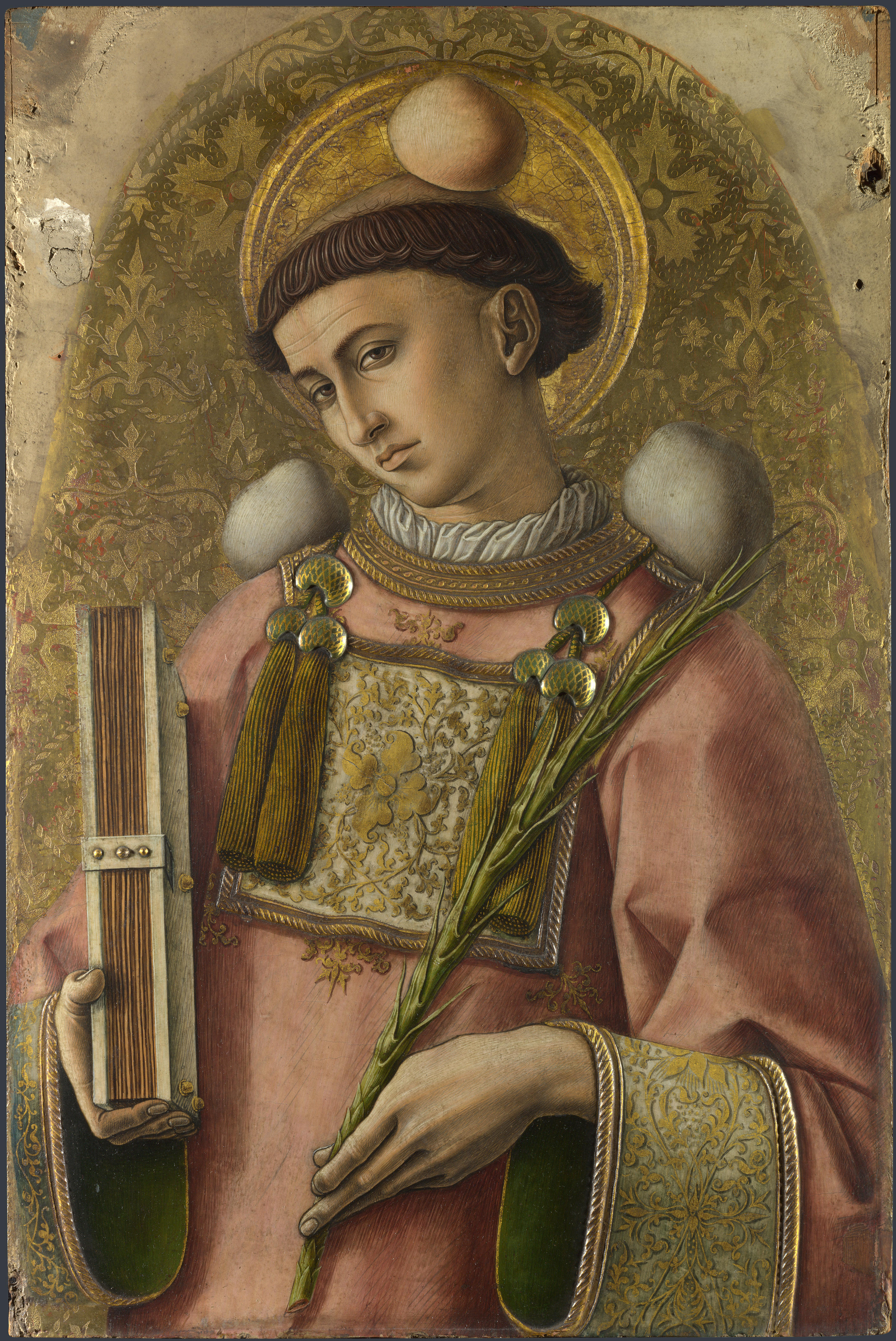
Der Heilige Stephanus

Um 1230 wurde mit dem Bau der heutigen St.-Stephani-Kirche im gotischen Stil an gleicher Stelle an einem Handelsplatz begonnen. Die Bauarbeiten zogen sich über mehrere Jahrzehnte des 13. Jahrhunderts hin, sodass die Kirche erst im Jahr 1300 dem Heiligen Stephanus geweiht werden konnte, der u. a. auch der Schutzheilige der Händler ist. Durch bauliche Veränderungen in den Folgejahren erhielt das Gebäude neben gotischen und romanischen Abschnitten auch Innenausstattungselemente der Renaissance und des Barock. Im 15. Jahrhundert wurde der Westbau mit den angedeuteten Türmen errichtet, die allerdings in der Höhe nicht über das Kirchendach hinausragen.
Die erste evangelische Predigt der lutherischen Lehre erfolgte in der Stephanikirche bereits 1530 durch den Pfarrer Heinrich Wende, der kurze Zeit später von dem herzoglichen Landesherrn aus der Stadt gewiesen wurde. Mit der endgültigen Einführung der Reformation im Jahr 1568 auf dem Gebiet des Herzogtums Braunschweig-Lüneburg durch den Herzog Julius verloren auch die Äbte des benachbarten katholischen Klosters Ludgeri die Herrschaft über die Stephanigemeinde, die bis zu diesem Zeitpunkt das Besetzungsrecht der Pfarrstelle innehatten.
Am 15. Oktober 1576 erfolgte mit einem feierlichen Gottesdienst in der Stephanikirche im Beisein des Herzogs Julius und des Erbprinzen Heinrich Julius die Gründung der Universität Helmstedt. Von diesem Datum an fungierte das Bauwerk rund 127 Jahre bis zum Jahr 1703 als Universitätskirche. Zu diesem Zeitpunkt wurden diese Funktion auf die umgebaute Augustinerkirche am Helmstedter Marktplatz übertragen. Professoren der theologischen Fakultät der Universität waren allerdings bis zur Schließung des Universitätsbetriebes im Jahr 1810 Hauptpastoren und Generalsuperintendenten der Stephanigemeinde.
Im 19. Jahrhundert wurde der unmittelbar nördlich und südlich an das Bauwerk angrenzende Friedhof eingeebnet und rund 50 der vormals über 200 Epitaphien und Grabsteine hochgestellter Persönlichkeiten der Stadt und der ehemaligen Universität an der Außenmauer und im Innenbereich der Kirche angebracht. Der Friedhof der Gemeinde befindet sich seit 1872 am Stadtrand an der Straße Magdeburger Tor.
Den Bombenangriff im Zweiten Weltkrieg auf Helmstedt am 20. Februar 1944 überstand die Kirche unbeschädigt, sodass die ursprüngliche Bausubstanz unverändert erhalten geblieben ist. Durch Umbauten und bauliche Ergänzungen an dem Gebäude wurde die Kirche über die Jahrhunderte allerdings immer wieder verändert bzw. instand gesetzt, sodass sie nur am äußeren Erscheinungsbild als rein gotische Hallenkirche zu erkennen ist. Insbesondere im Innenraum flossen weitere Stilepochen in die Kirche ein.

## Ausstattung
Die St.-Stephani-Kirche hat einige kirchenhistorisch seltene Objekte aufzuweisen, die aufgrund des Alters des Kirchengebäudes aus unterschiedlichen kunstgeschichtlichen Epochen stammen.

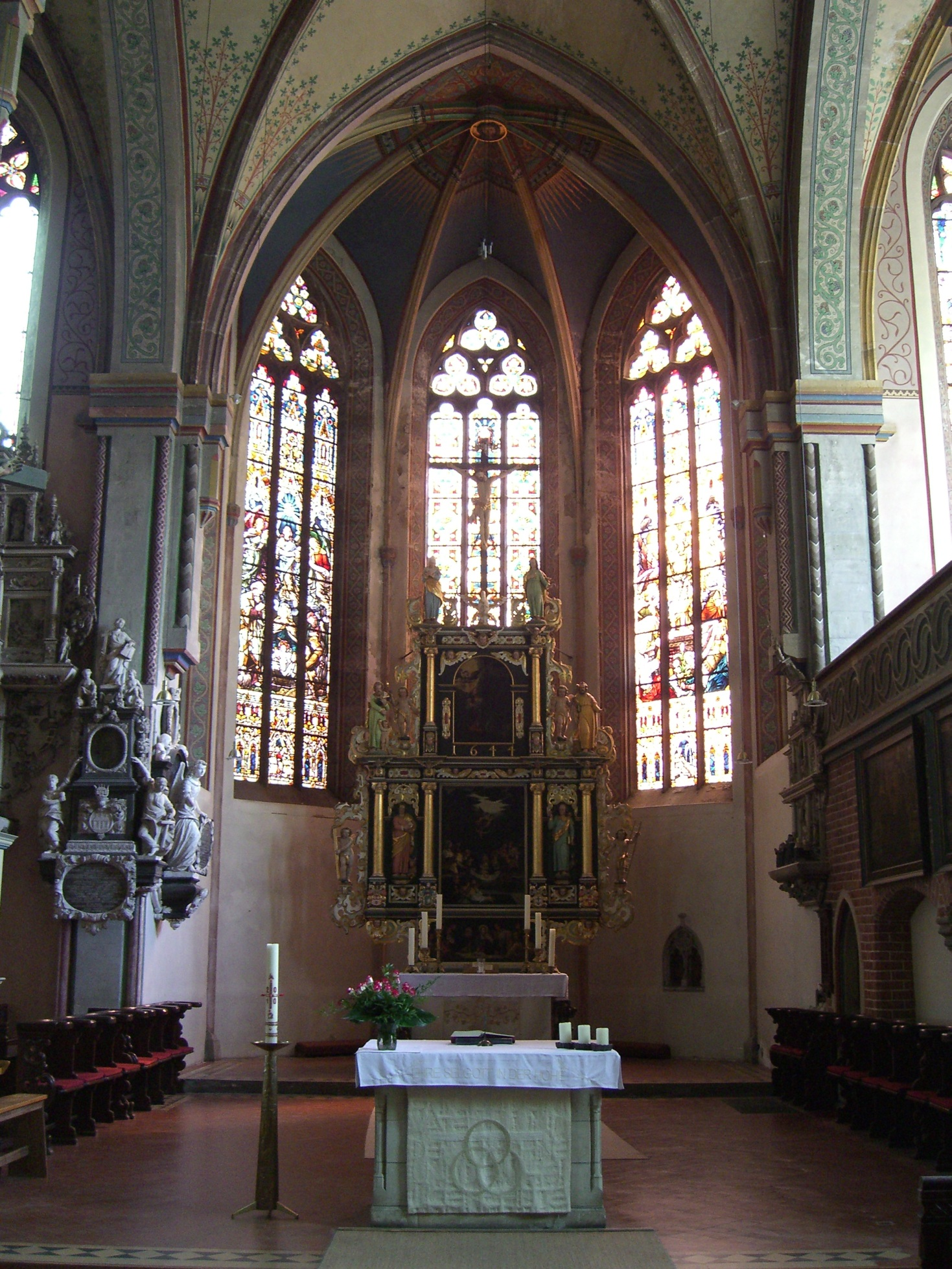
Chor der Stephanikirche mit Hochaltar und Hauptaltar

### Altäre
In früheren Jahrhunderten befanden sich in der Kirche insgesamt 18 Altäre, die Heiligen gewidmet waren und an denen Bitt-Messen abgehalten wurden. Mit der aufkommenden Reformationsbewegung wurden diese Altäre im Jahr 1542 entfernt.
Heute befindet sich im Hochchor der Hallenkirche ein barocker Hochaltar. Das Altarretabel stammt aus dem Jahr 1644 und wurde von dem Kämmerer und späteren Bürgermeister Christoph Royer gestiftet. Das Bild in der Predella zeigt das Abendmahl mit Jesus Christus. Das Hauptbild im mittleren Bereich zeigt Maria mit dem Jesus-Kind und die Heiligen Drei Könige. Das obere Bild stellt die biblische Szene im Garten Getsemani dar. Auf dem Retabel steht eine geschnitzte Figurengruppe mit dem gekreuzigten Jesus, Maria und dem Evangelisten Johannes. Die seitlich neben den Bildern platzierten Figuren zeigen die vier Evangelisten Matthäus (im grünen Gewand), Markus (im goldgelben Gewand), Lukas (in roter Kleidung) und erneut Johannes (in blauer Kleidung). In der Rückwand des Retabels sind seit der Reformation (in Helmstedt seit 1568) sämtliche Pastoren der Stephanikirche verzeichnet.
Der Hauptaltar im vorderen Bereich ist ein Steinblock aus der Zeit um 1900, als die Kirche umfassend restauriert wurde.

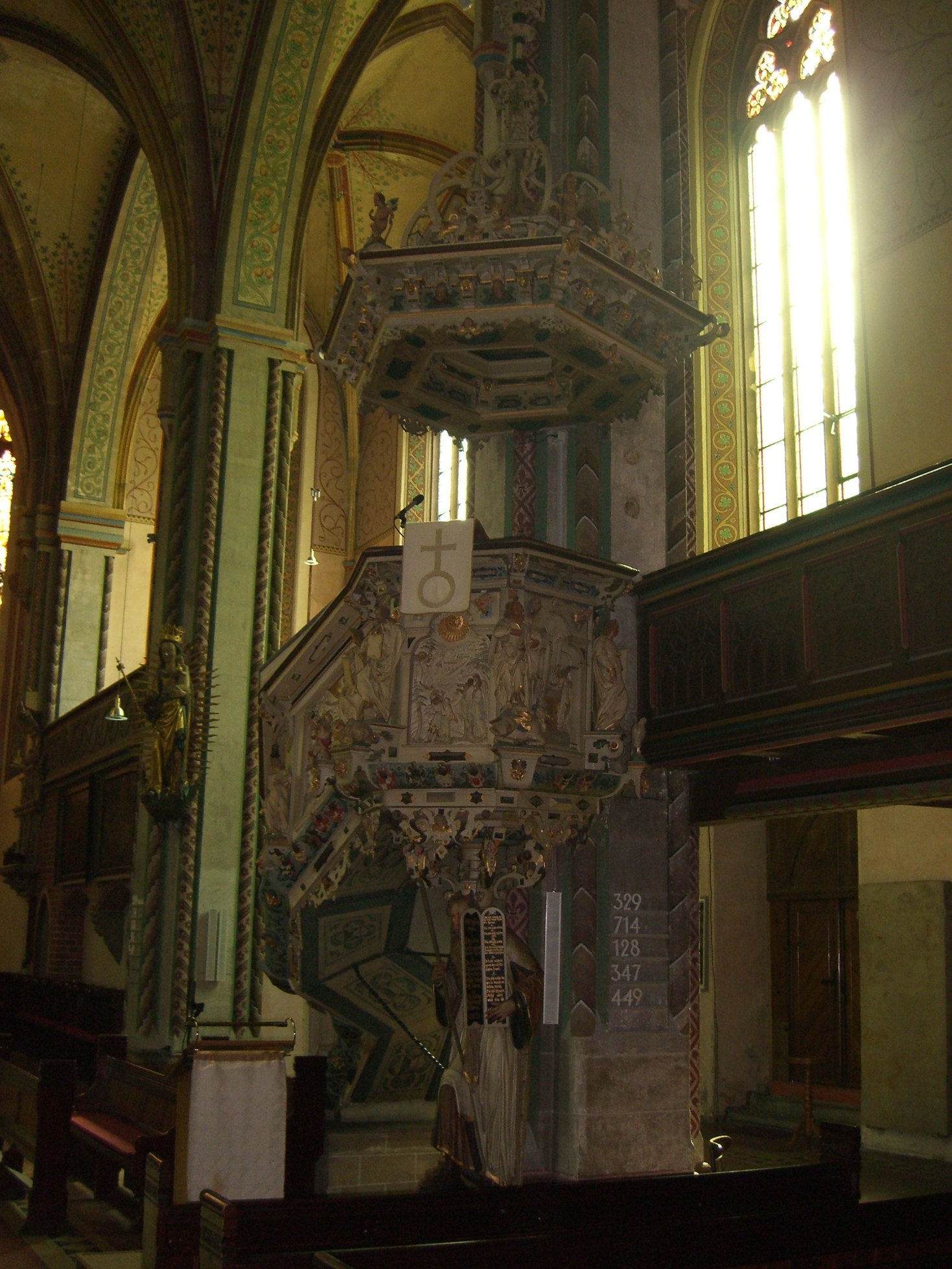
Renaissance-Kanzel

### Kanzel
Die Kanzel ist ein Kunstwerk der Renaissance. Sie wurde 1596 von den beiden Söhnen des herzoglichen Kanzlers Joachim Mynsinger von Frundeck, Sigismund Julius Mynsinger und Heinrich Albert Mynsinger, gestiftet. Gestaltet wurde die Stephani-Kanzel von dem Kunsthandwerker Georg Steyger aus Quedlinburg. Sie ist mit umfangreichen Verzierungen versehen: Der Kanzelkorb wird von Mose mit den Gesetzestafeln getragen. An der Kanzeltreppe sind reliefartige Darstellungen aus dem Neuen und dem Alten Testament ausgeführt. Rund um den Kanzelkorb herum sind an der Brüstung 14 Wappen der stiftenden Familie Mynsinger zu sehen. Im Schalldeckel oberhalb der Kanzel ist zudem ein Holzmodell der Stadt Jerusalem aufgebaut worden. An der Tür zum Kanzelaufgang und um die Kanzel herum sind zahlreiche Engelfiguren zu sehen.

### Glocken
Die älteste und größte Glocke von St. Stephani mit dem Schlagton es wurde um 1250 gegossen und wog rund 3000 kg. Sie musste 1927 eingeschmolzen werden. Auch die kleinere Ratsglocke von 1710 wurde 1917 eingeschmolzen. Drei Bronzeglocken von 1927 mussten während des Zweiten Weltkrieges abgegeben werden. Zwischen 1942 und 1948 ertönte in St. Stephani nur eine Messglocke (Durchmesser 44 cm, 55 kg) aus dem Jahr 1733, die als einzige historische Stephaniglocke erhalten ist und heute im Kreis- und Universitätsmuseum Helmstedt ausgestellt ist.
Die Kirche verfügt gegenwärtig über drei Gussstahlglocken mit 2250 kg, 1350 kg und 1050 kg Gewicht, die im Westbau unter dem Dach aufgehängt sind. Sie haben die Schlagtöne cis, e und fis. In den Glocken sind folgende Inschriften eingraviert: Ehre sei Gott in der Höhe, Friede auf Erden und Den Menschen ein Wohlgefallen. Die Stahlglocken mit Tellerkronen wurden vom Bochumer Verein gegossen und sind am Reformationstag 1948 geweiht worden.

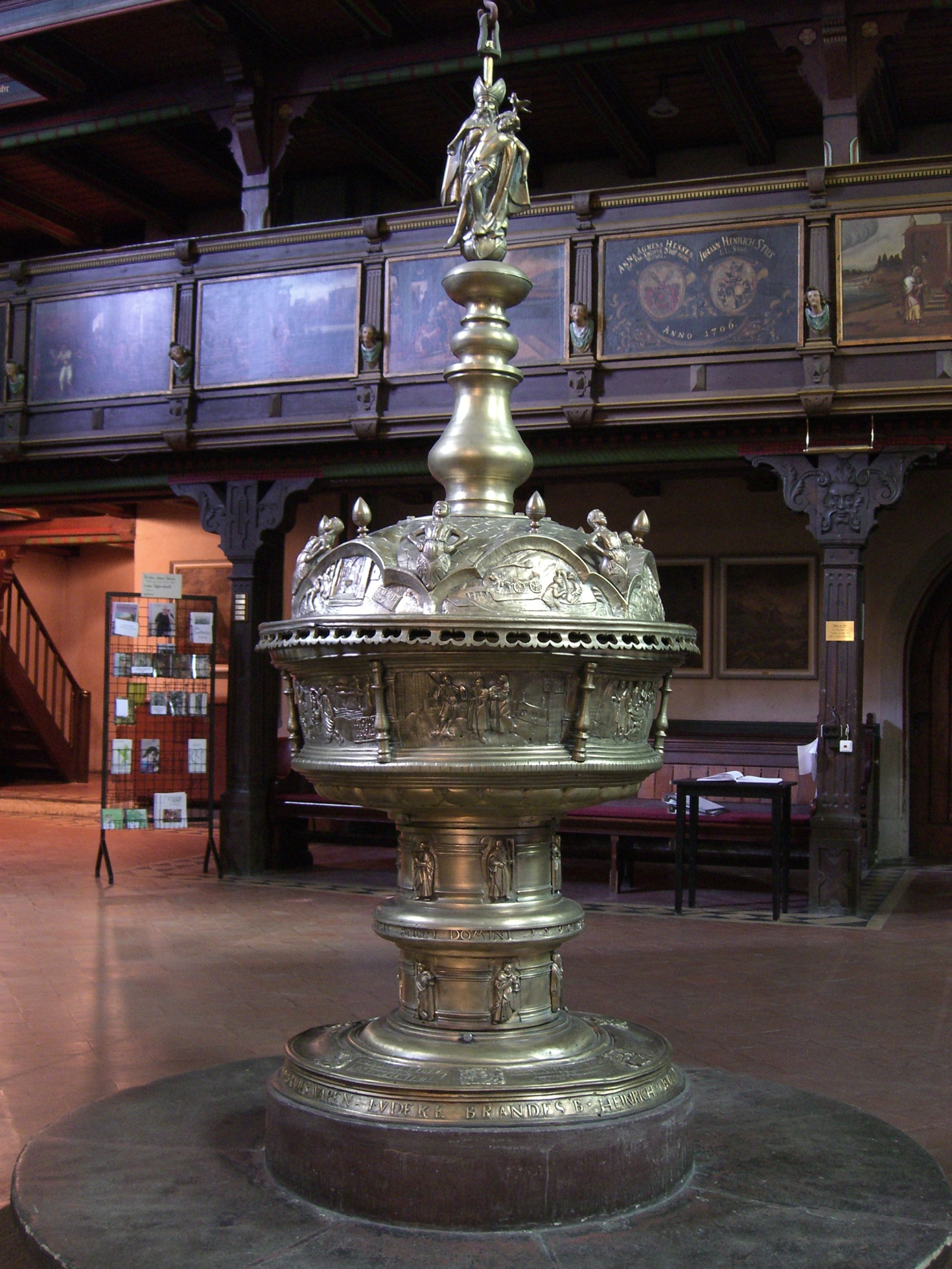
Taufbecken von 1590

### Taufbecken
Im westlichen Eingangsbereich der Kirche in Blickrichtung zum Altar befindet sich ein Taufbecken aus Messing. Das Becken mit Taufschale wurde im Jahr 1590 von Mante Pelking (gelegentlich auch als Mante Pelckinck oder Mante Pelkinck erwähnt) aus Hildesheim gegossen. Gestiftet wurde es vom Rat der Stadt Helmstedt für die damalige Universitätskirche. Die Wappen und die Namen der stiftenden Ratsmitglieder sind demzufolge am Beckenfuß eingraviert. In den darüber liegenden zwei Reihen des Fußes sind jeweils sechs Apostelgestalten modelliert worden. Die jeweils sechs Bilder am Taufbecken und auf dem Deckel zeigen Tauf- und Bekehrungsberichte aus dem Alten und Neuen Testament. Im Einzelnen sind das an der Beckenschale: Taufe Jesu durch Johannes; Himmelfahrt Christi; Ausgießung des Heiligen Geistes auf die Jünger (Pfingsten); Bekehrung des Saulus; Taufe von Kindern durch Jesus; Paulus im römischen Kerker. Die Bildgeschichte am Deckel des Taufbeckens handelt von folgenden Themen: Moses Durchgang durch das Rote Meer; Taufe des Kämmerers aus Äthiopien durch Philippus; die Tempelquelle (Ezechiel XLVII); Jesus und Nikodemus; die Sintflut mit der Arche Noah; Bekehrung des Hauptmanns Kornelius. Der obere Abschluss des Deckels ist von der Darstellung der Dreifaltigkeit gekrönt: Gottvater hält seinen Sohn im Arm, auf dessen Kopf wiederum eine Taube (Symbol des Heiligen Geistes) sitzt. Der Deckel selbst ist durch eine Kette im Gewölbeboden aufgehängt und dort durch ein Gegengewicht derart ausbalanciert, dass er sich zum Öffnen des Taufbeckens einfach anheben lässt.

### Tafelbilder

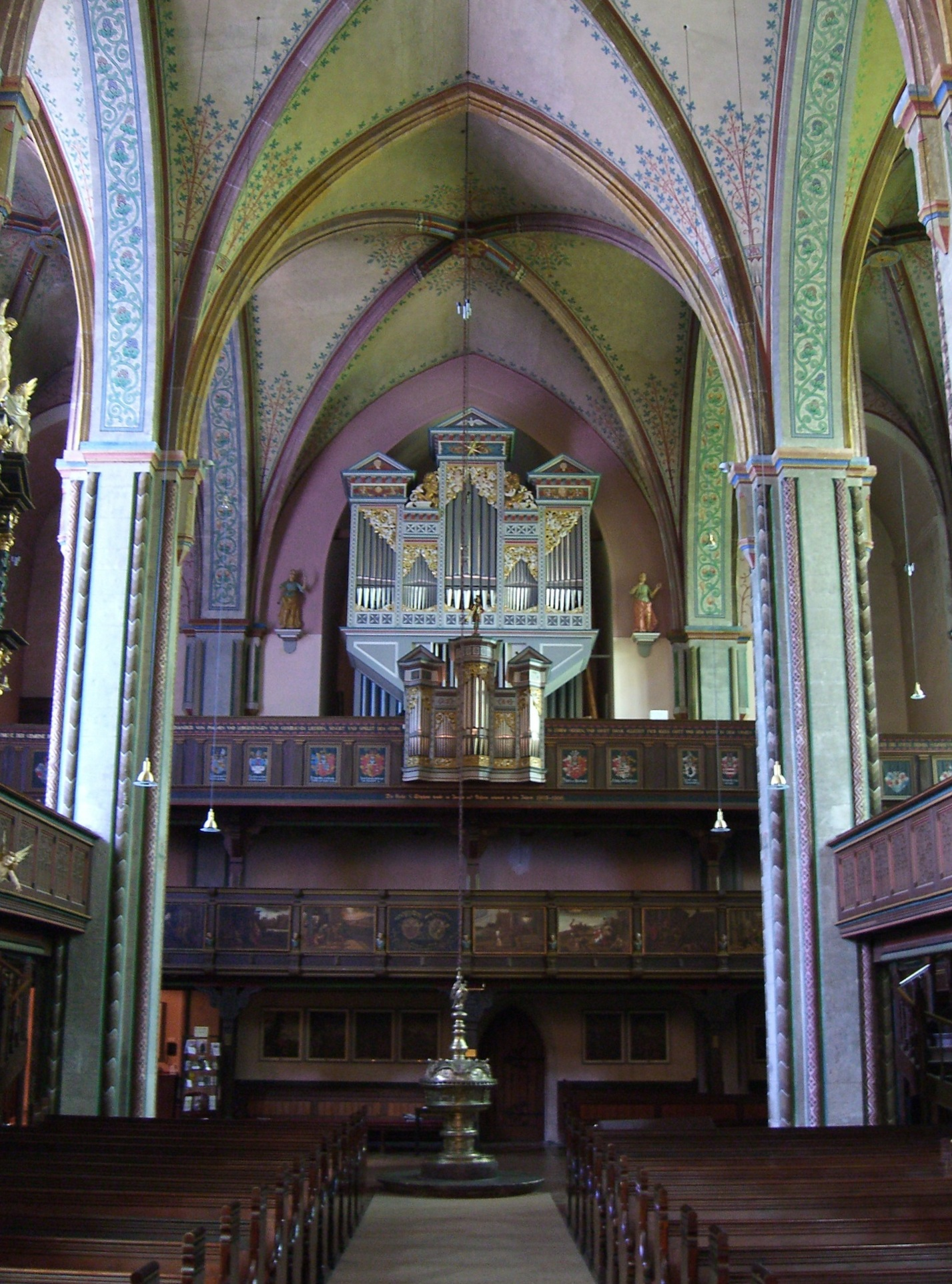
Westlicher Innenbereich mit Schuke-Orgel

Im Innenraum der Kirche befinden sich insgesamt 55 Tafelbilder aus dem 17. und 18. Jahrhundert, die überwiegend Themen aus dem Neuen und Alten Testament aufgreifen. Die Tafelbilder sind Ölbilder und stellen Kopien von Werken großer Künstler (u. a. Jacopo Tintoretto, Peter Paul Rubens, Matthäus Merian) dar. Jedes Bild ist auf der unteren Rahmung mit einem Messingschild versehen, auf dem das Thema und der kopierte Maler vermerkt sind. Elf Tafelbilder hängen an der Orgelempore im westlichen Teil des Kirchenraumes, die weiteren verteilen sich unter den Emporen im südlichen und nördlichen Seitenschiff. Zwei größere Gemälde, gestiftet von dem Bürgermeister Heinrich Duve und seiner Frau Anna Modeler, sind an der Sakristeiwand im Chor aufgehängt. Eines dieser großen Tafelbilder zeigt eine Darstellung der Confessio Augustana von dem Kupferstecher Johann Dürr, das andere bildet das Blutgericht Jesu ab.

### Orgel
Die Orgel der St.-Stephani-Kirche befindet sich auf der westlichen Empore des Kirchenraumes und gliedert sich in zwei Teilwerke: das Hauptgehäuse und ein kleineres Rückpositiv an der Emporenbrüstung. Der Orgel-Prospekt weist auf die Jahreszahl 1584 hin. Zu dieser Zeit wurde die Orgel von dem Orgelbaumeister David Beck aus Halberstadt in der Kirche eingebaut. In der Folgezeit erhielt das Instrument einige Erweiterungen, so u. a. in den Jahren 1747–1750 durch Johann Christoph Hüsemann zwei Pedaltürme links und rechts vom Hauptgehäuse. Die Orgel wurde im Jahr 1882 durch die Orgelbauwerkstatt Wilhelm Sauer aus Frankfurt/Oder ausgetauscht, lediglich das historische Gehäuse blieb erhalten. Die nächste umfassende Erneuerung erfolgte im Jahr 1954 durch den Orgelbauer Friedrich Weißenborn, der hinter dem alten Prospekt ein neues Instrument installierte und die beiden Pedaltürme entfernte.
Bereits 1975 musste dieses Instrument von der Firma Karl Schuke aus Berlin durch eine neue Orgel hinter der historischen Fassade ausgewechselt werden. Die Schuke-Orgel umfasst 36 Register auf drei Manualen und Pedal mit mechanischer Spieltraktur und elektropneumatischer Registersteuerung. Im Jahr 2000 erfolgte zusätzlich durch den Orgelbauer Christoph Grefe aus Ilsede der Einbau einer prozessorgesteuerten Setzeranlage, die bis zu 4000 Registrierungen abspeichern kann.
| I Rückpositiv C–g3 |                 |       |
| 1.                 | Gedackt         | 8′    |
| 2.                 | Quintadena      | 8′    |
| 3.                 | Principal       | 4′    |
| 4.                 | Koppelflöte     | 4′    |
| 5.                 | Sesquialtera II | 2 ⁄3′ |
| 6.                 | Gemshorn        | 2′    |
| 7.                 | Sifflöte        | 1′    |
| 8.                 | Scharff IV      |       |
| 9.                 | Krummhorn       | 8′    |
|                    | Tremulant       |       |

| II Hauptwerk C–g3 |                |       |
| 10.               | Pommer         | 16′   |
| 11.               | Prinzipal      | 8′    |
| 12.               | Rohrflöte      | 8′    |
| 13.               | Oktave         | 4′    |
| 14.               | Spitzflöte     | 4′    |
| 15.               | Nasat          | 2 ⁄3′ |
| 16.               | Oktave         | 2′    |
| 17.               | Mixtur V–VI    |       |
| 18.               | Scharff III–IV |       |
| 19.               | Trompete       | 8′    |

| III Schwellwerk C–g3 |             |        |
| 20.                  | Holzgedackt | 8′     |
| 21.                  | Blockflöte  | 4′     |
| 22.                  | Prinzipal   | 2′     |
| 23.                  | Terz        | 1 3⁄5′ |
| 24.                  | Quinte      | 1 ⁄3′  |
| 25.                  | Cymbel III  |        |
| 26.                  | Vox humana  | 8′     |
|                      | Tremulant   |        |

| Pedal C–d1 |           |     |
| 27.        | Prinzipal | 16′ |
| 28.        | Subbass   | 16′ |
| 29.        | Oktave    | 8′  |
| 30.        | Gedackt   | 8′  |
| 31.        | Oktave    | 4′  |
| 32.        | Nachthorn | 2′  |
| 33.        | Mixtur V  |     |
| 34.        | Posaune   | 16′ |
| 35.        | Trompete  | 8′  |
| 36.        | Clairon   | 4′  |

- Koppeln: I/II, III/II, I/P, II/P, III/P
- Nebenregister: Cymbelstern (Hauptwerk)
- Spielhilfen: Tutti, 4000-fache Setzeranlage, Absteller

### Kirchenfenster
Die zwölf Bleiglasfenster Fenster der Stephanikirche wurden erst zwischen 1904 und 1906 von der Quedlinburger Glasmalereianstalt Ferdinand Müller gefertigt und ersetzten das vormals verwendete schmucklose Glas der letzten Renovierung aus dem Jahr 1818. Acht der größeren bunten Fenster wurden von Helmstedter Bürgern und Unternehmen gespendet und stellen Bibelgeschichten dar. Im Einzelnen sind nachfolgend die Glasfenster näher beschrieben.
- Haupteingang Süd: Dargestellt ist der Schutzpatron der Stephanikirche, der Heilige Stephanus, in seiner Steinigungsszene. Die Inschrift lautet: Herr Jesu nimmt seinen Geist auf. (Apostelgeschichte des Lukas 7, 58)
- Südseite Mitte: Das Glasfenster stellt die Kreuzigungsszene Jesus Christus nach; über dem Kruzifix ist das Helmstedter Stadtwappen abgebildet. Inschrift: Ohne mich könnt ihr nichts tun. (Evangelium nach Johannes 15, 5)
- Nordseite Mitte: Das Glasfenster zeigt die Übergabe der kaiserlichen Gründungsurkunde für die Helmstedter Universität durch den Kanzler Mynsinger an den Herzogssohn Heinrich Julius am 15. Oktober 1576 in der Stephanikirche. Über der Szene ist das verliehene Universitätswappen zu sehen. Inschrift: Des Herrn Wort bleibet in Ewigkeit. (1. Brief des Petrus 1, 25)
- Nordseite Ost: Im vierteiligen Fenster ist der Reformator Martin Luther im Verhör in Worms 1521 abgebildet.
- Südseite Ost: Das Fenster erzählt von dem Besuch des Reformators Johannes Bugenhagen in Helmstedt. Inschrift: Einführung der Reformation in Helmstedt am 14. Oktober 1542. Endgültig setzte sich die Reformation im Braunschweiger Land allerdings erst 1568 mit der Regierungsübernahme durch Herzog Julius durch.
- Apsis Mitte: Dargestellt ist Jesus Christus mit einer Dornenkrone, einer Szene, die einem Gemälde Albrecht Dürers nachempfunden wurde.
- Apsis links: Im unteren Teil des Fensters ist die Verkündung durch den Erzengel Gabriel an Maria abgebildet. Der obere Teil zeigt die Geburt des Christuskindes und die Anbetung der heiligen drei Könige.
- Apsis rechts: Der untere Teil des Glasfensters erzählt von der Geschichte mit Jona und dem Wal (Jona 2). Der darüberliegende Teil zeigt den auferstandenen Christus im Strahlenkranz.

Darüber hinaus gibt es noch zwei weitere kleinere bunte Fenster in der Apsis. In der Pfarrer-Sakristei (Südseite-Ost) befinden sich ebenfalls noch zwei kleine Buntfenster, die je zwei Kelche und zwei Kreuze zeigen.
Neben diesen zwölf Buntglasfenstern gibt es noch weitere Fenster im Kirchengebäude, die allerdings schlicht gehalten sind.

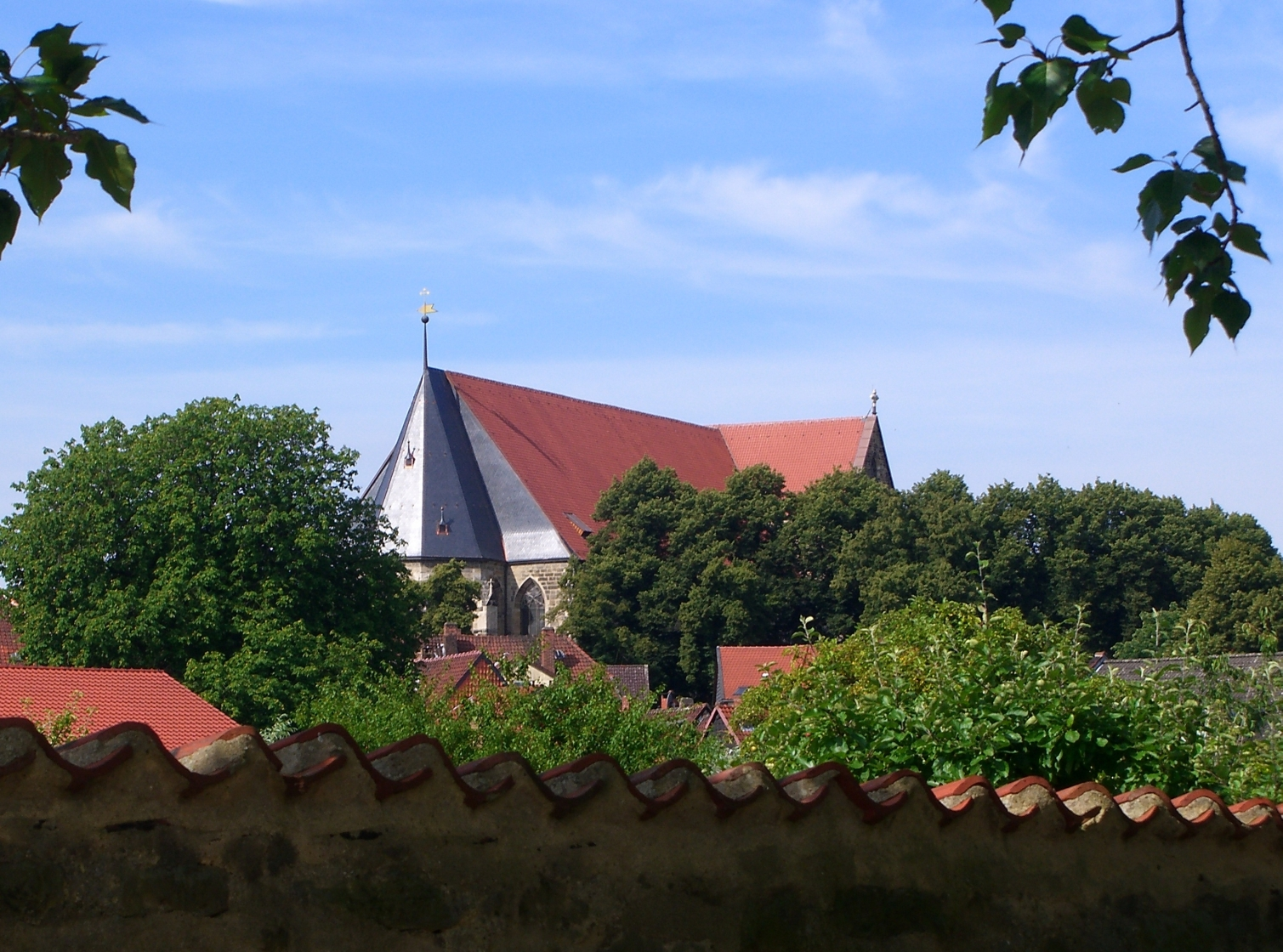
St. Stephani über der Stadt

## Wissenswertes
- Obwohl die St.-Stephani-Kirche über keine Türme verfügt, ist das Gotteshaus aufgrund der erhöhten Hügellage über der Helmstedter Altstadt aus allen Richtungen weithin sichtbar.
- In alten Kirchenaufzeichnungen wird das Bauwerk auch als ecclesia in monte (lateinisch für Kirche auf dem Berg) bezeichnet.
- Der Hügel, auf dem sich das Kirchengebäude befindet, diente bereits um 1100 als Begräbnisplatz.[4]
- Johannes Borcholt (1535–1593), Professor an der Universität Helmstedt, wurde in der St.-Stephani-Kirche beigesetzt, ebenso der berühmte Theologe Georg Calixt (1586–1656), dessen Grabmal an der Südwand des Hochchores zu finden ist.
- Der Marsberger Bürgermeister und Hüttenunternehmer Jürgen (Georg) Koch hat eine gusseiserne Grabplatte für seinen Sohn Alexander anfertigen lassen, der an der Universität Helmstedt an den Folgen eines Duells am 26. Februar 1584 gestorben war. Diese Platte mit Namen und Sterbetag des Toten, einem lateinischen Leichengedicht unter den Wappen von Vater und Mutter über weiteren religiösen und Schmuckaufgüssen, ist noch in der Kirche erhalten.